# Slavia Sofia (basket-ball féminin)
Maillots
Le Slavia Sofia est un club féminin bulgare de basket-ball  évoluant dans la ville de Sofia et participant à la plus haute division du championnat bulgare. Il s'agit d'une des sections du club omnisports du Slavia Sofia.
La section masculine du club est actuellement au 2e échelon national.

## Historique
Le Slavia Sofia est le premier club de l'histoire à avoir été sacré champion d'Europe des clubs champions.

## Palmarès
- Champion d'Europe des clubs champions : 1959, 1963
- Vice Champion d'Europe des clubs champions : 1960, 1965
- Champion de Bulgarie : 1957, 1958, 1959, 1961, 1962, 1963, 1964, 1965, 2002, 2003, 2004
- Vainqueur de la Coupe de Bulgarie :  1952, 1953, 1955, 1956, 1966, 1970, 1971, 1984, 2001, 2003

## Entraîneurs successifs
- Depuis ? : -

## Joueuses célèbres ou marquantes
- Vanya Voynova